# RAF Syerston
Base aérienne de Syerston
La Royal Air Force Syerston ou RAF Syerston (ICAO : EGXY) est une base aérienne de la Royal Air Force près du village de Syerston, dans le Nottinghamshire (Midlands de l'Est), en Angleterre.

## Histoire

### Origine
Ouvert en 1940, l'aérodrome a été utilisé par la Royal Air Force Bomber Command (RAF) comme base de bombardiers pendant la Seconde Guerre mondiale, exploitant les bombardiers moyens Vickers Wellington et Avro Manchesters et les bombardiers lourds Avro Lancaster. 
Après la guerre, il est devenu le foyer des avions d'entrainement Jet Provost de la No. 2 Flying Training School. Il abrite maintenant la Central Gliding School de la RAF 

### Unités subordonnées

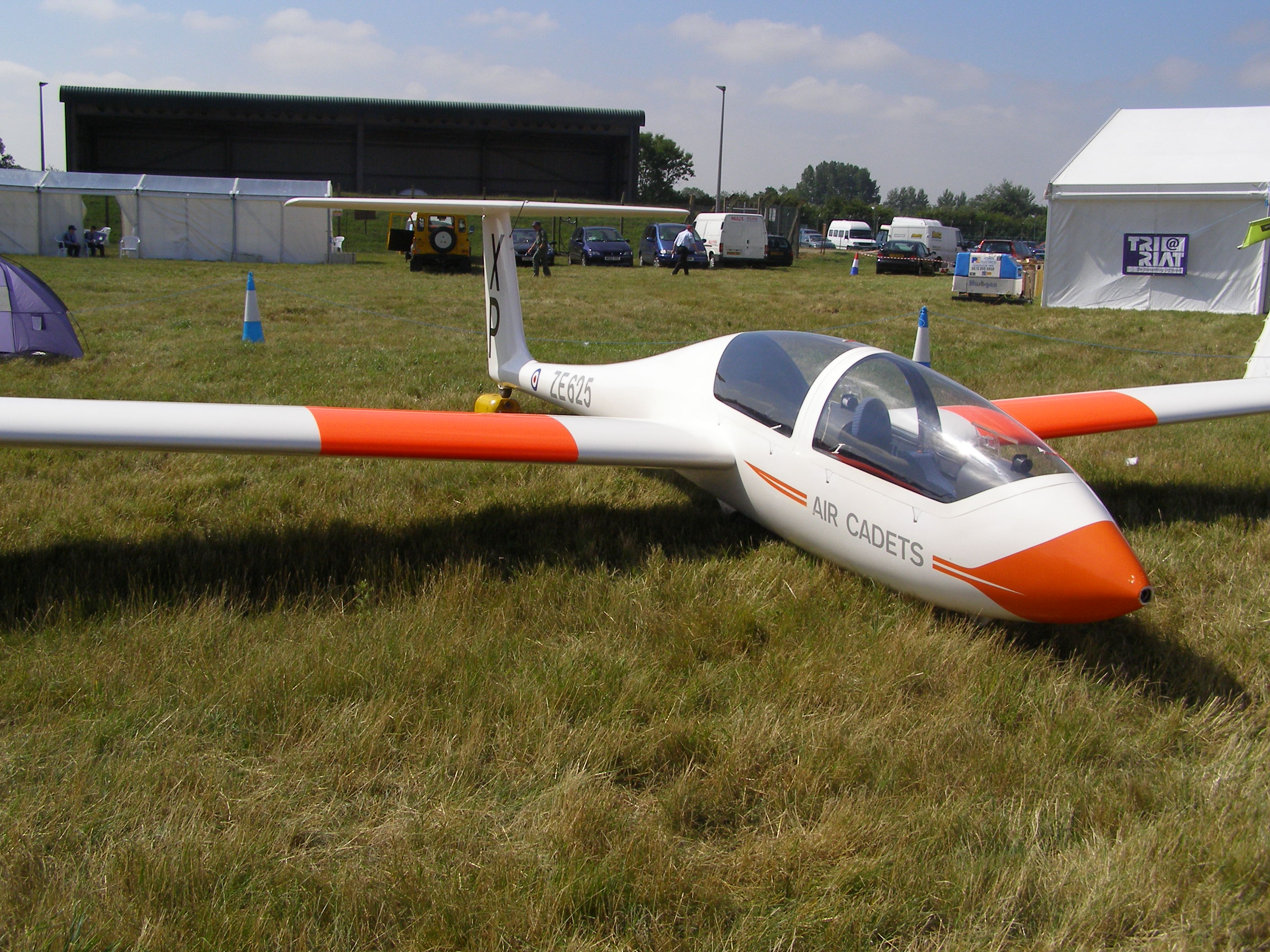
Grob Viking basé au RAF Syerston

Unités notables basées à RAF Syerston.
- No. 22 Group RAF (en) (22 Grp)
  - No. 1 Flying Training School RAF (1 FTS)
    - Quartier général du 1 FT
    - Central Gilding School (CGS) - Grob Viking T1
    - No. 644 Volunteer Gliding Squadron (en) (644 VGS) - Grob Viking T1